# Токарев, Роман Александрович
Роман Александрович Токарев (род. 8 июня 1991) — российский самбист и дзюдоист, призёр чемпионата России по самбо, мастер спорта России международного класса по самбо.

## Спортивные результаты
- Чемпионат России по самбо 2016 — ;
- Кубок России по дзюдо 2016 — ;
- Этап Кубка Европы по дзюдо 2016 (Сараево) — ;
- XV международный турнир по самбо категории «А» на призы Заслуженного мастера спорта России Асламбека Аслаханова — [2];
- Кубок мира по самбо «Мемориал Анатолия Харлампиева» 2017 — [3].